# Provincie Izu

Mapa japonských provincií se zvýrazněnou provincií Izu

Provincie Izu (japonsky: 伊豆国; Izu no kuni), nazývaná také Zušú (豆州), byla stará japonská provincie rozkládající se na poloostrově Izu, který je dnes součástí prefektury Šizuoka a na ostrovech Izu, které dnes patří k prefektuře Tokio. Izu sousedila s provinciemi Sagami a Suruga. Před rokem 680 byla součástí provincie Suruga. Po tomto roce až do období Edo se Izu skládala ze tří okresů: Tagata, Kamo a Naka. Během období Edo se čtvrtým okresem stala Kimisawa.
Nejdůležitější svatyní (一宮, Ičinomija; První svatyně) provincie Izu byla svatyně Mišima (三嶋大社, Mišima taiša). Druhou a třetí svatyní byly Ninomija Hačimangu a svatyně Asama, obě rovněž z Mišimy. Navíc se v Mišimě nacházel i provinční chrám (国分寺, Kokubundži).
V roce 1493 Izu ovládl do té doby nevýznamný samuraj Sóun Hódžó a tato událost je mnohými historiky považována za začátek období Sengoku (období válčících států). Centrum moci nového klanu Hódžó se sice brzy přesunulo do sousední provincie Sagami, ale Izu Hódžóové ovládali až do svého pádu v roce 1590.
V Izu se odehrává většina děje románu Jamese Clavella Šógun.